# Heinrich Schäff-Zerweck

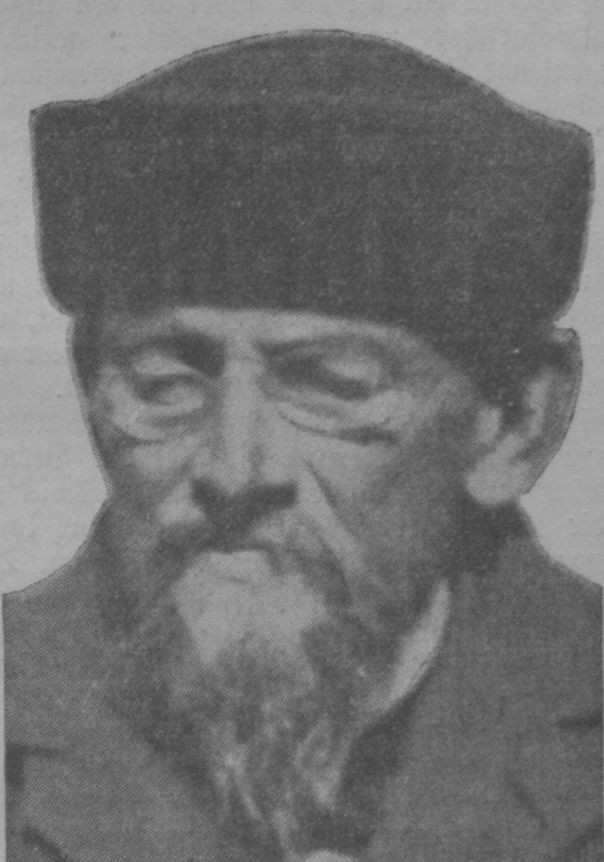
Heinrich Schäff-Zerweck

Heinrich Schäff-Zerweck, eigentlich: Hermann Zerweck (* 28. April 1862 in Stuttgart; † 19. Dezember 1937 in Hallwangen) war ein deutscher Maler, Zeichner und Schriftsteller.

## Leben
Schäff-Zerweck stammte aus einer Kaufmannsfamilie und wuchs in Schwäbisch Hall auf. Er studierte zunächst Chemie am Stuttgarter Polytechnikum, dann Philosophie in Tübingen bei Friedrich Theodor Vischer und schließlich Bildende Kunst an der Kunstakademie Stuttgart. Hier lernte er bei Jakob Grünenwald, Albert Kappis und Friedrich von Keller. Größere Bekanntheit erlangte Schäff-Zerweck dann als Schriftsteller. Er unternahm zahlreiche Reisen, aus denen Reiseerzählungen hervorgingen, und verfasste auch Lyrikbände.
Schäff-Zerweck lebte am Ende seines Lebens extrem zurückgezogen und galt als „Einsiedler von Hallwangen“. Er kam beim Brand seines Wohnhauses ums Leben, wobei auch zahlreiche unveröffentlichte Schriften des Autors verbrannten.

## Werke
- Mein Gehölz. Sechzehn Zeichnungen in Lichtdruck mit Einführung von Julius Kaum. R. Piper, München 1910 [Mappenwerk]
- Abseits: Lieder meines Lebens. Langen, München 1910 (Kleine Bibliothek Langen; 103).
- Waldstift: eine Sommer-Erzählung. Salzer, Heilbronn 1911.
- Krieg: Zeitgedichte. Zepf, Stuttgart 1914 (Digitalisat).
- Im Zeichen der Stunde: Betrachtungen eines Einsamen. Reuß & Itta, Konstanz 1915 (Die Zeitbücher; 27).
- Eine Balkanfahrt
  - Bd. 1. Reuß & Itta, Konstanz 1916 (Die Zeitbücher; 55).
  - Bd. 2. Reuß & Itta, Konstanz 1916 (Die Zeitbücher; 56).
- Südwärts: aus den Reiseepisteln. Strecker und Schröder, Stuttgart 1918.
- Mein Weg: Erinnerungen. Salzer, Heilbronn 1923 (Digitalisat).
- 6 Zeichnungen. Schwäbischer Künstlerdank, Schwäbisch Hall 1923.
- Eden: Eine Feriengeschichte. Engelhorn, Stuttgart 1924 (Engelhorns Romanbibliothek; Reihe 37, Bd. 16).
- Lebensland. Urquell-Verlag, Mühlhausen / Thüringen 1925.
- Heimwärts. Urquell-Verlag, Mühlhausen / Thüringen 1926.
- Ernst Krauss: ein Lebensweg. Meulenhoff-Verlag, Amsterdam 1929.
- Erdenstimme: Eine fünfteilige Gedichtfolge. Schwarzwald-Verlag, Altensteig-Freudenstadt 1932.
- Es loht ein Krieg. Alemannen-Verlag, Stuttgart, ca. 1940.